# Hopeless Fountain Kingdom World Tour
A Hopeless Fountain Kingdom World Tour é a segunda turnê da cantora e compositora americana Halsey, em suporte de seu segundo álbum de estúdio, Hopeless Fountain Kingdom (2017). Seu início ocorreu em 29 de setembro de 2017, em Uncasville, Connecticut, na Mohegan Sun Arena. Seu término ocorrerá em 27 de abril de 2018, em Brisbane, na Austrália. A leg norte-ameicana contou com a participação do rapper PARTYNEXTDOOR da cantora Charli XCX. A leg da Oceania, no entanto, contou com a cantora Kehlani.

## Antecedentes
Em 5 de maio de 2017, a cantora anunciou a leg norte-americana, quase um mês antes do lançamento do Hopeless Fountain Kingdom. Ao longo do anúncio, Halsey comentou que seria a maior turnê que já tinha feito, levando o maior espetáculo aos fãs. Em seguida, revelou que o rapper PARTYNEXTDOOR e a cantora Charli XCX seriam so atos de abertura. Os ingressos para a leg norte-americana foram disponibilizados para venda em 12 de maio de 2017. Inúmeros ingressos VIPs chamados de "Angelus", "Aureum', "Solis" e "Luna", também foram disponibilizados. Em 13 de dezembro de 2017, Halsey anunciou cinco shows na Oceania a serem feitos no mês de abril de 2018.

## Repertório
1. "Eyes Closed"
2. "Hold Me Down"
3. "Castle"
4. "Good Mourning"
5. "Heaven in Hiding"
6. "Strangers"
7. "Roman Holiday"
8. "Walls Could Talk"
9. "Bad at Love"
10. "Alone"
11. "Closer (canção de The Chainsmokers)"
12. "Sorry"
13. "Angel on Fire"
14. "Lie"
15. "Don't Play"
16. "Ghost"[a]
17. "Is There Somewhere"
18. "Now or Never"
19. "Colors"
20. "Young God"

Encore
1. "Gasoline"
2. "Hurricane"

## Datas
| Data                       | Cidade                     | País                       | Local                      | Atos de abertura           | Público                    | Receita                    |
| Etapa 1 – América do Norte | Etapa 1 – América do Norte | Etapa 1 – América do Norte | Etapa 1 – América do Norte | Etapa 1 – América do Norte | Etapa 1 – América do Norte | Etapa 1 – América do Norte |
| -------------------------- | -------------------------- | -------------------------- | -------------------------- | -------------------------- | -------------------------- | -------------------------- |
| 29 de setembro de 2017     | Uncasville                 | Estados Unidos             | Mohegan Sun Arena          | PartyNextDoor Charli XCX   | 5,566 / 5,566              | $484,874                   |
| 4 de outubro de 2017       | Toronto                    | Canadá                     | Air Canada Centre          | PartyNextDoor Charli XCX   | 7,188 / 7,188              | $369,089                   |
| 6 de outubro de 2017       | Boston                     | Estados Unidos             | TD Garden                  | PartyNextDoor Charli XCX   | 7,872 / 8,059              | $354,150                   |
| 7 de outubro de 2017       | Filadélfia                 | Estados Unidos             | Wells Fargo Center         | PartyNextDoor Charli XCX   | 7,651 / 8,368              | $354,150                   |
| 9 de outubro de 2017       | Washington, D.C.           | Estados Unidos             | Capital One Arena          | PartyNextDoor Charli XCX   | —                          | —                          |
| 10 de outubro de 2017      | Pittsburgh                 | Estados Unidos             | PPG Paints Arena           | PartyNextDoor Charli XCX   | 5,657 / 7,116              | $237,265                   |
| 13 de outubro de 2017      | Brooklyn                   | Estados Unidos             | Barclays Center            | PartyNextDoor Charli XCX   | 8,182 / 9,486              | $528,302                   |
| 14 de outubro de 2017      | Newark                     | Estados Unidos             | Prudential Center          | PartyNextDoor Charli XCX   | 6,697 / 9,008              | $404,945                   |
| 17 de outubro de 2017      | Charlotte                  | Estados Unidos             | Spectrum Center            | PartyNextDoor Charli XCX   | 6,282 / 8,966              | $304,600                   |
| 19 de outubro de 2017      | Duluth                     | Estados Unidos             | Infinite Energy Arena      | PartyNextDoor Charli XCX   | 6,172 / 6,927              | $359,441                   |
| 21 de outubro de 2017      | Sunrise                    | Estados Unidos             | BB&T Center                | PartyNextDoor Charli XCX   | 7,188 / 7,188              | $321,990                   |
| 22 de outubro de 2017      | Orlando                    | Estados Unidos             | Amway Center               | PartyNextDoor Charli XCX   | 5,485 / 7,827              | $297,028                   |
| 25 de outubro de 2017      | Houston                    | Estados Unidos             | Toyota Center              | PartyNextDoor Charli XCX   | 6,153 / 7,224              | $284,298                   |
| 26 de outubro de 2017      | Dallas                     | Estados Unidos             | American Airlines Center   | PartyNextDoor Charli XCX   | 7,414 / 7,414              | $393,809                   |
| 27 de outubro de 2017      | Austin                     | Estados Unidos             | Frank Erwin Center         | PartyNextDoor Charli XCX   | 5,684 / 8,827              | $322,555                   |
| 29 de outubro de 2017      | Denver                     | Estados Unidos             | Pepsi Center               | PartyNextDoor Charli XCX   | 7,726 / 8,300              | $326,171                   |
| 31 de outubro de 2017      | Phoenix                    | Estados Unidos             | Talking Stick Resort Arena | PartyNextDoor Charli XCX   | —                          | —                          |
| 3 de novembro de 2017      | Inglewood                  | Estados Unidos             | The Forum                  | PartyNextDoor Charli XCX   | 9,419 / 10,423             | $433,910                   |
| 4 de novembro de 2017      | Anaheim                    | Estados Unidos             | Honda Center               | PartyNextDoor Charli XCX   | —                          | —                          |
| 5 de novembro de 2017      | San Diego                  | Estados Unidos             | Viejas Arena               | PartyNextDoor Charli XCX   | —                          | —                          |
| 7 de novembro de 2017      | Oakland                    | Estados Unidos             | Oracle Arena               | PartyNextDoor Charli XCX   | 6,237 / 6,237              | $366,291                   |
| 10 de novembro de 2017     | Seattle                    | Estados Unidos             | KeyArena                   | PartyNextDoor Charli XCX   | —                          | —                          |
| 11 de novembro de 2017     | Vancouver                  | Canadá                     | Rogers Arena               | Cashmere Cat               | 6,113 / 6,960              | $276,924                   |
| 18 de novembro de 2017     | Saint Paul                 | Estados Unidos             | Xcel Energy Center         | PartyNextDoor Charli XCX   | —                          | —                          |
| 19 de novembro de 2017     | Rosemont                   | Estados Unidos             | Allstate Arena             | PartyNextDoor Charli XCX   | —                          | —                          |
| 21 de novembro de 2017     | Detroit                    | Estados Unidos             | Little Caesars Arena       | PartyNextDoor Charli XCX   | 7,927 / 7,945              | $376,120                   |
| 22 de novembro de 2017     | Cleveland                  | Estados Unidos             | Wolstein Center            | PartyNextDoor Charli XCX   | 5,882 / 5,882              | $300,837                   |
| Etapa 2 – Oceania          |                            |                            |                            |                            |                            |                            |
| 19 de abril de 2018        | Auckland                   | Nova Zelândia              | Spark Arena                | Kehlani                    | —                          | —                          |
| 21 de abril de 2018        | Melbourne                  | Austrália                  | Margaret Court Arena       | Kehlani                    | —                          | —                          |
| 22 de abril de 2018        | Sydney                     | Austrália                  | Hordern Pavillion          | Kehlani                    | —                          | —                          |
| 24 de abril de 2018        | Perth                      | Austrália                  | HBF Stadium                | Kehlani                    | —                          | —                          |
| 26 de abril de 2018        | Sydney                     | Austrália                  | Hordern Pavillion          | Kehlani                    | —                          | —                          |
| 27 de abril de 2018        | Brisbane                   | Austrália                  | Riverstage                 | Kehlani                    | —                          | —                          |
| Etapa 3 – América do Norte |                            |                            |                            |                            |                            |                            |
| 19 de maio de 2018         | Gulf Shores                | Estados Unidos             | Gulf Shores Public Beaches | —                          | —                          | —                          |
| 27 de maio de 2018         | Napa                       | Estados Unidos             | Napa Valley Expo           | —                          | —                          | —                          |
| 2 de junho de 2018         | Nova Iorque                | Estados Unidos             | Randall's Island           | —                          | —                          | —                          |
| Etapa 4 – América do Sul   |                            |                            |                            |                            |                            |                            |
| 06 de junho de 2018        | São Paulo                  | Brasil                     | Espaço das Américas        | Lauren Jauregui            | —                          | —                          |
| 07 de junho de 2018        | Rio de Janeiro             | Brasil                     | Vivo Rio                   | Lauren Jauregui            | —                          | —                          |
| 09 de junho de 2018        | Buenos Aires               | Argentina                  | Teatro Gran Rex            | Lauren Jauregui            | —                          | —                          |
| 12 de junho de 2018        | Santiago (Chile)           | Chile                      | Teatro Caupólican          | Lauren Jauregui            | —                          | —                          |
| 15 de junho de 2018        | México                     | México                     | Pepsi Center WTC           | Lauren Jauregui            | —                          | —                          |
| Total                      | Total                      | Total                      | Total                      | Total                      | —                          | —                          |

### Apresentações canceladas
| Data                   | Cidade   | País   | Local                 | Motivo                               |
| ---------------------- | -------- | ------ | --------------------- | ------------------------------------ |
| 3 de outubro de 2017   | Montreal | Canadá | Bell Centre           | Imprevistos e restrições de produção |
| 14 de novembro de 2017 | Calgary  | Canadá | Scotiabank Saddledome | Emergência familiar                  |
| 15 de novembro de 2017 | Edmonton | Canadá | Rogers Place          | Emergência familiar                  |